# 普德·蓋爾文
詹姆斯·法蘭西斯·「普德」·蓋爾文（英語：James Francis "Pud" Galvin，1856年12月25日—1902年3月7日），為美國職棒大聯盟19世紀的投手。他是大聯盟史上第一位達成生涯300勝成就的投手，並在1965年引薦入選名人堂。

## 職業生涯
1875年，蓋爾文完成職業初登板。他在棕長襪打了一年後，便效力於野牛隊長達6年。1879年，蓋爾文在他的首個完整球季送出37勝27敗，防禦率2.28。1880年8月20日，他成為大聯盟史上首位在客場投出無安打比賽的投手。1883年，他寫下個人單季新高的46勝，防禦率2.72。隔年他拿下46勝22敗，防禦率僅1.99。
1885年球季中，他被交易至艾勒格尼隊(今海盜隊)。他在匹茲堡每年都能穩定投超過300局。後來他在1890年跳槽至球員聯盟，不過在球員聯盟維持僅一年便宣告解散後，蓋爾文又回到已改名為海盜隊的老東家球隊。1892年6月14日，他被交易至布朗隊(今紅雀隊)。後來他在球季結束後退休。
在蓋爾文投球的那個年代，一支球隊的先發輪值只有2個人。這也造就他的生涯投球局數長達6003局，並送出646次完投。1888年，他成為大聯盟第一位達成300勝成就的球員。另外他也和Will White共同保持單季最長先發次數的紀錄—75次。不過蓋爾文也是一名著名的悲情投手，因為他是唯一一位10次達成單季20勝卻連一次聯盟冠軍都沒拿到的球員。
蓋爾文一生有許多綽號，像是從布丁(pudding)延伸而來的普德(Pud)，以及「小蒸汽機」(因為其嬌小身型卻擁有強大壓制力)，還有「紳士吉姆」(因為其和善的性格)。

## 紀念
1902年3月7日，年僅45歲的蓋爾文去世。1965年，他入選了大聯盟名人堂。1985年，他入選水牛城棒球名人堂。
2006年，全國公共廣播電台曾指出蓋爾文是運動史上第一位在比賽中使用興奮劑的運動員。華盛頓郵報曾提到蓋爾文在1889年的其中一場比賽前曾使用酏劑來增強他比賽的表現。不過在當時人們對於運動員使用藥劑增強比賽行為一事似乎沒那麼排斥，甚至還有報紙公開報導讚賞蓋爾文在賽前使用酏劑是一種「聰明機智」的表現。

## 外部連結
- 普德·高尔文在美國職棒官網（英语）
- 普德·高尔文在Baseball-Reference.com（大聯盟）（英语）
- 普德·高尔文在Baseball-Reference.com（小聯盟以及海外聯盟）（英语）
- 普德·高尔文在ESPN（MLB）（英语）
- 普德·高尔文在FanGraphs.com（英语）
- 普德·高尔文在Retrosheet（英语）
- 普德·高尔文在SABR（英语）
- 普德·高尔文在The Baseball Cube（英语）
- 普德·高尔文在Baseball Hall of Fame（英语）
- 普德·蓋爾文在台灣棒球維基館上的頁面（繁體中文）